# VDL集團
VDL集團（VDL Groep）旗下有多個巴士品牌，基地設於荷蘭。

## 子公司
- Berkhof
- VDL Bova（英语：VDL Bova）
- Jonckheere
- VDL巴士

## 連結
- VDL （页面存档备份，存于）